# Hauptgefreiter
Hauptgefreiter är en tjänstegrad inom Bundeswehr och Wehrmacht. I svenska försvarsmakten är motsvarande tjänstegrad vicekorpral.

## Bundeswehr
I Bundeswehr är Hauptgefreiter en manskapsgrad över Obergefreiter och under Stabsgefreiter. På grund av att de tillhör manskapet kan Hauptgefreite inte ge order till någon enbart på grund av sin grad, på grundval av § 4 ("Vorgesetztenverordnung"). Liksom alla manskapsgrader får Hauptgefreite inte förklara sig som överordnade i enlighet med § 6 ("Vorgesetztenverordnung"), inte ens i nödsituationer.
Hauptgefreite tjänstgör till exempel som förare, infanterister, vaktsoldater, operatörer av vapensystem, mekaniker eller stabsassistenter. Erfarna Hauptgefreite är ibland biträdande instruktörer eller gruppbefäl.
Soldater, frivilliga tjänstgörare och reservister i manskapets karriärvägar kan utnämnas till Hauptgefreiter tolv månader efter att de har tillträtt Bundeswehr.